# Nueva Filarmónica de Japón
La Nueva Filarmónica de Japón (新日本フィルハーモニー交響楽団 Shin Nihon Firuhāmonī Kōkyōgakudan?) es una orquesta sinfónica japonesa.
Fue fundado en 1972 con Seiji Ozawa como director de orquesta. Con sede en Tokio, Japón. La sala de conciertos principal de la filarmónica es el Sumida Triphony Hall. Su director musical fue Christian Arming de 2003 a 2013 y desde 2016 Toshiyuki Kamioka es el director musical.